# Astrebla elymoides
Astrebla elymoides är en gräsart som beskrevs av Ferdinand von Mueller och Frederick Manson Bailey. Astrebla elymoides ingår i släktet Astrebla och familjen gräs. Inga underarter finns listade i Catalogue of Life.